# 軍人総連合
軍人総連合（ぐんじんそうれんごう、オランダ語：Algemene Federatie Militair Personeel、略称：AFMP）は、1898年に設立されたオランダの労働組合である。軍人総連合は20,600人の会員を擁し、オランダ最大の軍隊組合の一つである。
軍人総連合はオランダ労働組合連盟（nl:Federatie Nederlandse Vakbeweging、FNV）に加盟しており、国際公務労連（PSI）にも登録している。